# セクシートラベル
『セクシートラベル』は、泉大八による日本の官能小説作品。1986年に桃園文庫（桃園書房）より刊行された。

## ストーリー
日曜日の朝、平凡なサラリーマンのノリ彦が目を覚ますとまるでノミのように小さな体になってしまっていた。ノリ彦は隣で寝ていた妻のヤス子に気付いてもらおうと巨大な体をよじ登るが、ヤス子は小さくなった自分の夫に気付かないまま目を覚まして体を起こし、ノリ彦はヤス子の脇をすり抜けて背中を転げ落ちてしまう。
ノリ彦は命からがらヤス子の腰を伝って臍に身を潜めるが、そこへ隣人の石橋氏が訪ねて来る。最初はヤス子との世間話に花を咲かせていた石橋氏であったが、ノリ彦の姿が見当たらないと見るや強引にヤス子を求め、初めのうちこそ抵抗していたヤス子も遂に石橋氏の求愛を受け入れてしまう。ノリ彦は石橋氏の暴挙に怒り、ヤス子の臍を飛び出すがそのままさらに下へ転げ落ち、陰毛の茂みでヤス子の愛液に溺れかけたまま石橋氏がヤス子を犯すのを目の当たりにしてしまい、小さくなった自分の無力さを嘆いて途方に暮れる。
ところが、茂みの中から誰かがノリ彦を呼んでいるのに気付き振り向いてみると、そこにはノリ彦と同じサイズの美しい女性が居た。その女性はイズミシキブサンと名乗る。イズミシキブサン曰く、宇宙から地球を観察していた際にノリ彦の潜在的な縮小願望を宇宙船内で受信し、その願望を具現化した状態が1000分の1型なのだと説明する。そして、イズミシキブサンはノリ彦を「性と宇宙の神秘に触れる旅」へ案内すると言い、2人で石橋氏に犯された余韻に浸るヤス子の膣から子宮の中へと入り込んで行った。

## 登場人物
ノリ彦（ノリひこ）
主人公。職場結婚した妻のヤス子と都内S区のアパートで2人暮らしをしている平凡なサラリーマンであったが、ある日の朝にノリ彦の潜在的な縮小願望を受信した宇宙人の力で1000分の1型に縮小され、最初の内は戸惑いを見せたものの宇宙人の案内でヤス子の子宮や消化器を探険する内に1000分の1型人間の生活へ順応して行く。ところが、不意にヤス子のことが気になって宇宙船のモニター経由でヤス子の様子を観察した際に、伊豆の海岸で不倫旅行中の現場を目撃してしまう。
ヤス子（ヤスこ）
ノリ彦の妻。数年前にノリ彦と職場結婚した後も専業主婦とはならず、共働きを続けている。姿をくらましたノリ彦の身を案じつつも、同様に夫人が数日前から行方不明だという石橋氏から強引に肉体関係を求められ、根負けして体を許してしまった。そして数日後、石橋氏に連れ出された不倫旅行先の伊豆で再び強引に犯される。この時に石橋氏が膣内射精した精子はヤス子の胎内で卵子と受精したが、イズミシキブサンはヤス子がノリ彦に「子供は当分作らない」と言っていたため、このまま受精卵が着床してヤス子が妊娠に気付いた場合は中絶を選ぶのではないかと危惧する。そのため、ノリ彦に申し出てヤス子の卵管内を移動する受精卵を着床前に二人で回収し、他の星で育てることにした。
石橋氏（いしばしし）
ノリ彦夫妻と同じアパートで隣室に済んでいる男性。数日前から夫人の姿が見当たらないと言うが、さほど心配している様子も無くヤス子に肉体関係を迫る。実は石橋氏の妻ケイ子もノリ彦と同じように宇宙人から選ばれて1000分の1型に縮小されたことがイズミシキブサンにより語られているが、本編には登場しない。
イズミシキブサン
ヤス子が石橋氏の強引な求めに根負けして関係を持った現場を見せ付けられ、絶望するノリ彦の前に出現した宇宙人の女性。ノリ彦を「性と宇宙の神秘に触れる旅」へ案内すると言って最初にヤス子の子宮へ案内し、次にヤス子の肛門から消化器を逆送し鼻腔から脱出する旅へ案内する。何故に平安時代の歌人である和泉式部の名を称しているのかは不明。
アントニウス氏（アントニウスし）
宇宙船のパイロット。ノリ彦に円盤機の推進機構について解説する。
クレオパトラチャン
宇宙船のパイロット。ノリ彦にスピン波の理論を解説する。
チヨ子（チヨこ）
都内に住む少女。少し前に父親を交通事故で失った。本人は気付いていないが、その胎内にボーイフレンドとの初体験で受精した新たな生命を宿し始めている。しかし、母子家庭であるため妊娠に気付いても経済的理由で中絶を強いられるであろうことを危惧したイズミシキブサンの意向で、ヤス子の受精卵と同様にノリ彦たちが卵管内で着床前の受精卵を回収した。
カトリーヌ・ドヌーヴ
フランスの女優。ノリ彦が一度行ってみたいと思っていたプエルトリコの海岸でバカンスを満喫していた。子宮内部に腫瘍が有り、ノリ彦たちが本人の気付かない間に子宮の中へ侵入して治療する。
浩一（こういち）
クラスメイトの珠美と真剣に愛し合っているが、双方の両親が強引に二人を引き離そうとしたことから心中を決意した少年。しかし、海に飛び込む直前でイズミシキブサン達に保護され、宇宙船にかくまわれる。
珠美（たまみ）
浩一のクラスメイト。浩一と真剣に愛し合っているが双方の両親に交際を反対され、親戚の家へ預けられそうになったため駆け落ちの末に心中を図ろうとしていた所を浩一と共に保護された。浩一の子供を身籠もっている。

## 評価
カバーには「SF風冒険小説」とのキャッチコピーが記載されており、針生一郎は本作について“SF的手法を用いて生命と性の本質を探った力作”と評している。
北原尚彦は作中で宇宙人の科学技術に関する説明を“かなりトンデモ”としつつ“もちろん、エロっぽい要素は満載なんだけど、ええとその、「特殊な用途」のために（笑）本書を購入した人は、さぞや困惑しただろうなあ”と述べたうえでプロレタリア文学から官能小説に転じた著者の経歴に触れ“そんな作家にまでSF「風」の小説を書かせてしまうんだから、八〇年代のSFブームおそるべし、である”と評している。

## 書誌情報
- 泉大八、『セクシートラベル』 桃園書房〈桃園文庫〉
  - 1986年2月15日初版 ISBN 4-8078-0052-3